# Statue de saint Pierre (Lugny)
Pour les articles homonymes, voir statue de saint Pierre.
La statue de saint Pierre de Lugny, commune du département de Saône-et-Loire, est une statue de saint Pierre attribuée au XVe siècle. 

## Protection
Cette sculpture en pierre a été classée monument historique (à titre objet) le 25 juin 1928, par arrêté signé à Paris du ministre de l’Instruction publique et des Beaux-arts, après avoir préalablement obtenu le « consentement de M. le docteur E. Sellerier en date du 22 mai 1928 et de Mme Giroud Yvonne en date du 8 juin 1928, propriétaires ».

## Histoire
Cette statue est l’ultime vestige d’une chapelle aujourd’hui disparue qui dominait encore Lugny du haut de sa colline il y a deux siècles. Une chapelle qui, pendant un demi-siècle, de la fin du XVIIe siècle au milieu du siècle suivant, fut le lieu d'un ermitage : c'est en effet au sommet de la colline Saint-Pierre que les ermites Jean Forêt ou Fourré (vers 1640-1726) et Pierre-Romain Commerçon (vers 1692-1740) trouvèrent successivement refuge, gardant une chapelle placée sous le vocable de saint Pierre (à l'époque où cet ermitage se créa, soit vers 1680, deux autres « chapelles à ermitages » existaient d'ailleurs sur le territoire de l'archiprêtré de Vérizet dont dépendait Lugny : la chapelle se dressant au sommet du mont Saint-Romain à Blanot et la chapelle Saint-Pancrace à Saint-Albain).
À cet endroit s’élève de nos jours un bâtiment aménagé il y a un demi-siècle dans le « plus pur style mâconnais » : l'ancien caveau de dégustation de la coopérative vinicole de Lugny, qui avait été inauguré le 26 septembre 1965, construit à l’emplacement d’une maison léguée à la commune par madame Yvonne Brandon (née Bouilloud) en 1964.
Cette statue remonterait selon les spécialistes au XVe siècle, voire au XIVe siècle, comme le suggèrent notamment les plis de la robe.
Fin 2008, à l’initiative de la commune et en lien avec les Monuments historiques, cette statue a été intégralement restaurée : désencrassement de la surface, sécurisation des éléments anciennement accidentés et mal rescellés (haut du crâne, poignet droit et deux doigts de la main droite) ; dans la foulée, l'œuvre d'art a été sécurisée dans sa niche, par son scellement ainsi que par la pose d’un bâti métallique conçu pour supporter une épaisse vitre de protection. La statue avait déjà fait l’objet d’une restauration 194 ans plus tôt à l'initiative d'un particulier, comme le signale l’inscription gravée sur les pages du Livre tenu dans la main gauche par l’apôtre.
En février 2024, une intervention mineure, effectuée par le sculpteur Bernard Husson, a permis à la statue de « retrouver » l’index de la main droite et le pouce de la main gauche, qui étaient manquants.

## Description

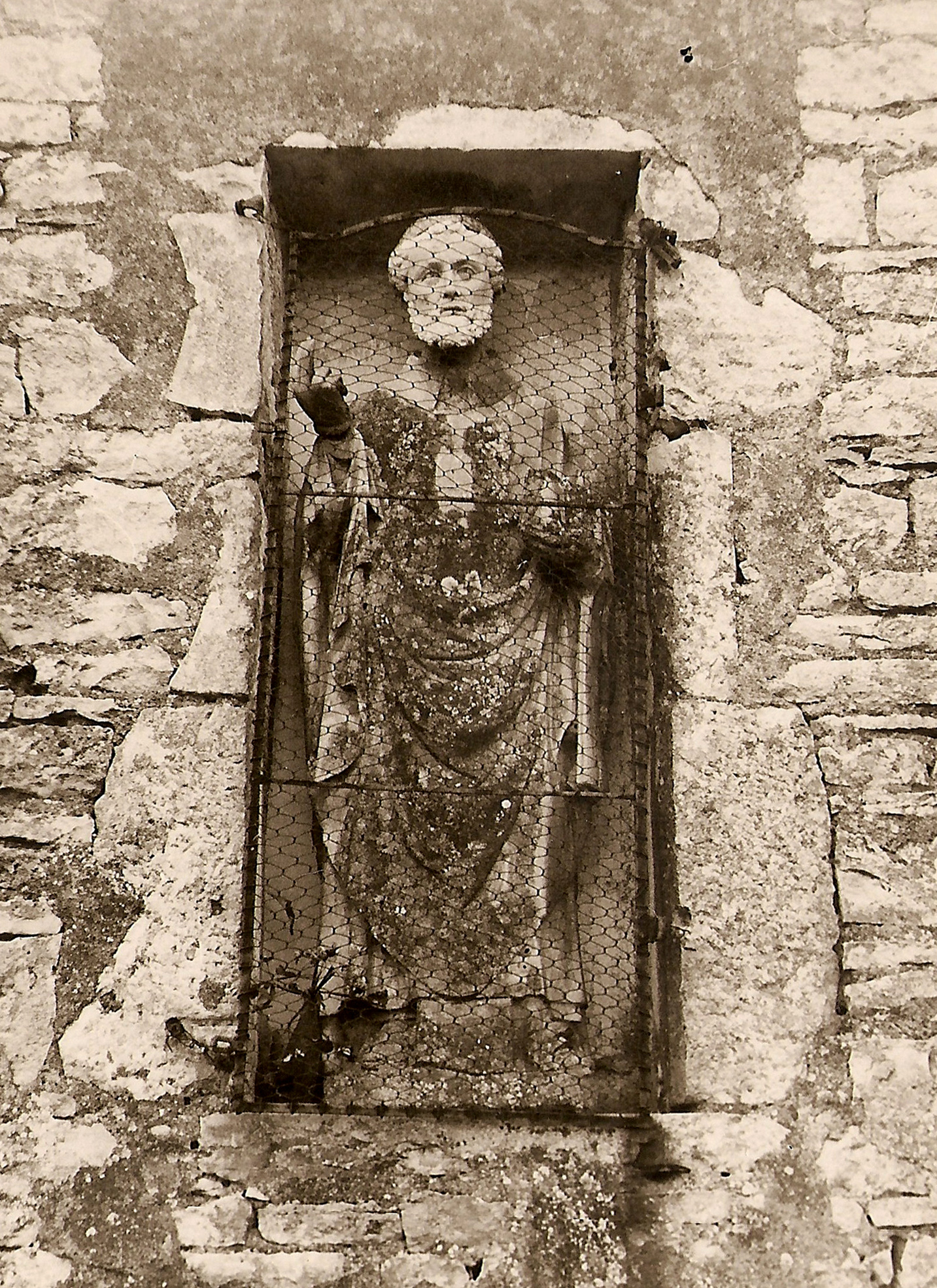
Saint Pierre dans sa niche avant 1965.

De sa main gauche, saint Pierre tient le Livre, attribut ordinaire des apôtres rappelant la parole du Christ : « Allez donc, enseignez toutes les nations, les baptisant au nom du Père, et du Fils et du Saint-Esprit, leur apprenant à garder tout ce que je vous ai commandé : et voici que je suis avec vous tous les jours jusqu'à la fin du monde. » (Mathieu 28-19,20).
Sa main droite est quant à elle levée dans un geste d'enseignement. 
Sur les pages du livre, en lettres capitales, figure une inscription : « Restauré par J. Fleurii Tropenat de Lion [sic] en 1814 sous le règne de notre bon roi Louis XVIII le Désiré ».
Elle a été identifiée comme étant l’un des plus beaux fleurons de « l'imagerie » mâconnaise par l'érudit Gabriel Jeanton, conservateur du musée de Tournus, qui, à son sujet, a écrit en 1943 : « Le saint Pierre de Lugny constitue une œuvre d’art très remarquable qui dépasse l’art populaire courant ; on peut même dire qu’elle relève beaucoup plus de l’art tout court que de l’art populaire. »

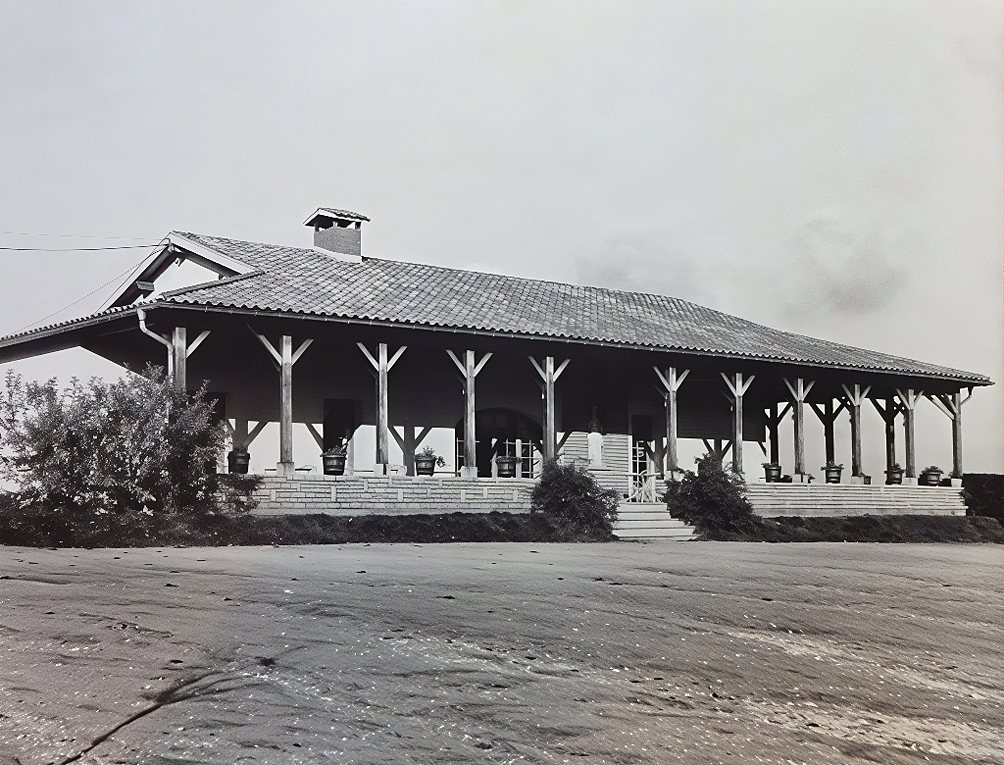
Le caveau de dégustation Saint-Pierre quelques années après sa mise en service (1965). Sous la galerie, une niche a été aménagée pour abriter la statue du saint.

À la fin des années soixante, l’archiviste et spécialiste de l’art Raymond Oursel, directeur des Archives départementales de Saône-et-Loire de 1963 à 1986, examinait à son tour cette statue « regardant le bourg » : « Haute statue d’une extrême sobriété ; visage jeune, chevelure et barbe bouclées ; le saint est revêtu du costume sacerdotal, avec chasuble gothique qui dessine trois plis sur l’abdomen et les jambes ; la main droite bénissante a trois de ses doigts repliés, l’index et le majeur levés ; la main gauche tient un livre ouvert sur lequel on peut lire [un] texte relatif à la restauration de l’œuvre sculptée […]. La restauration qui semble avoir gratté l’ensemble de la statue (quelques traces de polychromie demeurent cependant) et replacé la main droite a, d’autre part, régularisé les traits du visage. En dépit de sa verticalité absolue et sans déhanchement, l’œuvre échappe encore à toute marque de sensibilité flamboyante, et ne paraît pas antérieure au XIVe siècle. »